# Inamicul tăcut (Star Trek: Enterprise)
„Inamicul tăcut” (titlu original: „Silent Enemy”) este al 12-lea episod din primul sezon al serialului TV american științifico-fantastic Star Trek: Enterprise. A avut premiera la 16 ianuarie 2002.
Episodul a fost regizat de Winrich Kolbe după un scenariu de André Bormanis .

## Prezentare
Archer se confruntă cu un inamic ce nu răspunde niciunei tentative de comunicare, în timp ce Hoshi încearcă să afle care este mâncarea preferată a lui Malcolm, pentru a-i face o surpriză de ziua lui.

## Actori ocazionali
- Jane Carr - Mary Reed
- Guy Siner - Stuart Reed[3]
- Paula Malcomson - Madeline Reed
- John Rosenfeld - Mark Latrelle
- Robert Mammana - Engineer